# TJ Spartak Police nad Metují
Spartak Police nad Metují je fotbalový klub z Police nad Metují. Spartak od sezony 2019/20 hrál Přebor Královéhradeckého kraje, kam se vrátil po sedmi letech v nižších soutěžích. V sezóně 2023/24 poprvé ve své historii krajský přebor vyhrál a postoupil do Divize.

## Historie
Spartak Police nad Metují byl založen v roce 1920. Prvním předsedou klubu se stal dr. Vodrážka. Píše se rok 1920. Druhý rok po skončení 1.světové války. Lidé se snad začínají smiřovat s tragickými důsledky války, možná i trochu zapomínají. Ve městech, městečkách a obcích se v té době rozvíjí život společenský, kulturní i sportovní. Vznikají nové organizace, zájmové spolky a sportovní kluby. Nejinak tomu bylo i v našem městě, v Polici nad Metují.
Na podzim roku 1920 byl založen “Sportovní klub Police nad Metují”. Jeho předsedou byl zvolen dr. Vodrážka. Přestože první sportovní nadšenci hráli fotbal již před válkou, podzim roku 1920 je brán jako oficiální datum vzniku polické kopané.
Začátky nebyly vůbec lehké. Zprvu nebylo ani hřiště. Spolku vyšla vstříc obecní rada města a za 1Kč ročně mu pronajala pozemek, na kterém se fotbal hraje až do dneška. Chyběla sportovní obuv, chyběly dresy. Díky pochopení továrníka Pellyho, který věnoval látku barvy bílé a černé na ušití triček a trenýrek, měl klub první dresy. Kombinace těchto barev se stala klubovými barvami pravděpodobně na věčné časy. Nejsme sami, stejnou kombinaci barev mají i další slavné kluby. Z našeho okolí například Velké Poříčí, z klubů vzdálenějších Spartak Hradec Králové či Juventus Turín.
Vzápětí po vzniku klubu se díky nadšeným průkopníkům počet členů utěšeně rozrůstal. Již v roce 1921 tak kromě “A” týmu hrála zápasy i rezerva a juniorka. Zprvu týmy hrály pouze přátelská střetnutí s mužstvy z blízkého i vzdálenějšího okolí. Do pravidelných soutěží se SK Police zapojil v roce1922. Naši soupeři: Hronov, Velké Poříčí, Náchod, Běloves, Červený Kostelec, Olešnice, Nové Město, Opočno, Bolehošt, Týniště.
Mužstvo z počátku dvacátých let tvořili hráči Vach, J. Nosek, Obst, Peinlich, Špalek, Munk, Vancl, Regner, V. Nosek, Svoboda, Ferbas, Průša, Koštál, Januš.
V 30. letech hostil klub i mnoho dobrých pražských klubů včetně Slavie, dále Hradec Králové či Pardubice s dobrými sportovními výsledky (ty bohužel nejsou známy). To dalo podnět k velkému rozmachu fotbalu i v okolí.
Od vstupu do soutěží až do r.1936 hrálo “A” mužstvo převážně v 1.B třídě. V tomto roce nás výkony mužstva posunuly do čela soutěže a postoupili jsme do 1.A třídy. V zápasech této soutěže v následujícím roce jsme hráli docela dobře, ale porážka stíhala porážku a tyto byly dílem celé řady nevysvětlitelných pokutových kopů, odpískaných proti nám. Takže zpět na dlouhá léta do 1.B třídy. Mužstvo r.1936 tvořili hráči Heteš, Lamka, Vaňura Jindra, Pařízek, Durdík, Král, Vaňura J., Kosinka, Pejskar, Krtička, Saukel.
I v letech 1939-45 probíhají fotbalové soutěže. Náš tým hraje v 1.B třídě výborný fotbal se soupeři od Hronova až po Hradec Králové. Výsledkem je vítězství ve skupině a druhý pokus o postup do 1.A třídy. Kvalifikace však nedopadla dobře, takže i nadále zůstáváme v 1.B třídě.
Zaregistrovali jsme v té době též činnost “B” družstva Police a dorostu, kde se již objevují jména, známá i dnešním, spíše starším, příznivcům polického fotbalu.
Velmi dobré výkony mužstva dospělých i dorostu byly hlavní příčinou velkých návštěv diváků. Zvláště při rivalských zápasech byly registrovány návštěvy možná vyšší, než v dnešní 1.lize.
V roce 1942 tvořili mužstvo tito hráči: Janák, Ječmínek, Klíma, Pour, Novotný, Entler, Kratochvíl, Ducháč, Hubáček, Zanka, Saukel.
Od roku 1949 přechází systém soutěží na jaro – podzim a mění se struktura soutěží. Police je zařazena do ll.třídy (dříve 1.B) s Kostelcem n. O., Českým Meziříčím, Třebechovicemi, Náchodem, Dobruškou, Doudleby, Týništěm, Velkým Poříčím, Josefovem a Častolovicemi. V roce 1951 další reorganizace a zařazení do okresního přeboru s oddíly Martínkovice, Olivětín, Teplice, Hynčice, Otovice, Broumov, Stárkov. Po suverénním vítězství s dvoucifernými výsledky jsme v následné kvalifikaci o postup opět neuspěli. Postoupili jsme o rok později do nově zřízené krajské soutěže na úrovni 1.B třídy.
Období 1949-53 se všemi reorganizacemi mělo velmi neblahý vliv nejen na polickou, ale i celou československou kopanou. Při zařazování oddílů do nově tvořených soutěží nebyla respektována kvalitativní měřítka, klesal tím zájem o fotbal a upadala celková úroveň hry.
Po mnoha zmatcích v souvislosti s reorganizacemi na podzim r.1958 konečně Police zakotvila v 1.B třídě. Tam si od začátku počínala výborně a ještě dlouho se vzpomínalo na památné vítězství 7:0 v Žamberku nad vedoucím týmem soutěže, Duklou. V mužstvu v té době hrály legendy polické kopané. Jmenujme alespoň některé: Standa “Hoša” Pour, Jaroslav Rohulán, Roman Pavlínek, Jirka Krejčí, Ferda Janeček, Honza Schirlo, Miloš Flek, v bráně Josef Kohm. Nedávno nás opustil poslední hráč této generace, věčný optimista Ferda Janeček.
Rok 1960 byl rokem oslav 40.výročí založení polické kopané. V rámci oslav bylo sehráno přátelské utkání s tehdejším účastníkem 1.A třídy Hronovem (3:3) a slavnostně předány do užívání nové kabiny, postavené téměř výhradně brigádnicky. Od ČSTV došla pouze zamítnutá žádost o příspěvek.
Od r.1961 je také zmiňována činnost “B” družstva. V červnu 1964 se však neodjelo k zápasu do Božanova, neboť se sešlo pouze 5 hráčů a tým skončil. Znovu se činnost obnovila na začátku 70. let z iniciativy Honzy Schirla a trvala až do r.2014. Ze stejného důvodu, nedostatku hráčů, činnost skončila a znovu začala na podzim 2019. Tak ať to dlouho vydrží…
Těžko si dnes dovedeme představit, že k přátelskému zápasu do Police přijede tým, složený z mistrů Evropy 1976, finalistů mistrovství Evropy 1996, doplněný o současné hráče Sparty či Slavie a posílené Ronaldem či Messim. Navíc, že přijedou opakovaně a zápasy odehrají “za hubičku”.
V letech šedesátých však k něčemu podobnému došlo. Díky polickému rodákovi panu Valchařovi, řediteli hotelu Alcron, do Police několikrát přijel tým, složený z finalistů mistrovství světa r.1934 v Itálii a 1962 v Chile, včetně čerstvého držitele Zlatého míče Josefa Masopusta, doplněný o bývalé i současné hráče Sparty a Slavie. V jednom týmu se tak sešli hráči jako Plánička, Kopecký, Senecký, Crha, Kraus, Bican (možná nejlepší střelec v historii světového fotbalu), Lála, Kvašňák, Masopust, Vojta, Kos a další.
Rok 1970 byl pro Československou kopanou ve znamení neúspěchu na mistrovství světa v Mexiku, odkud jsme po třech porážkách v základní skupině letěli nejbližším letadlem domů. Police si naopak ve všech kategoriích, žáci, dorost, dospělí, vedla úspěšně a většinu zápasů vyhrávala. Tým dospělých se stal přeborníkem okresu. Tvořili jej hráči Švorčík Jája, Švorčík Jiří, Švorčík Karel, Šimek Erich, Šimek Miroslav, Flek, Kadidlo, Siegel, Grof, Lelly, Pavlů, Steiner J., Pášma, Baldrych, Krtička A.
V roce 1981 došlo k významné rekonstrukci hrací plochy. Do té doby hřiště bylo tvořeno dvěma různorodými povrchy. Prostřední pruh od branky k brance byla škvára a jen po stranách tráva, připomínající spíše normální louku, než trávník ve Wembley. Od tohoto roku si naši hráči i jejich soupeři mohli užívat hry na trávníku velice kvalitním. O rok později byla postavena nová tribuna.
Po skončení sezóny 1983/84 nalézáme v krajské 1.B třídě náš tým na 8.místě, dorost v krajském přeboru skončil třetí. V sestavě starších žáků v bráně figuruje jméno Karel Podhajský, pozdější dlouholetá opora ligového Hradce Králové.
V roce 1993 se v sestavě mladších žáků pravidelně objevuje Marek Jandík, který v dospělém věku úspěšně reprezentoval polický fotbal v několika druholigových klubech a dokonce i v prvoligovém Hradci Králové, kde vstřelil 2 branky. Pamětníci si možná vzpomenou, že to bylo v Ústí nad Labem a výrazně tak přispěl k záchraně Hradce v 1.lize.
V roce 1994 registrujeme první zmínku o činnosti dvou týmů přípravek, které vedl Milan Hejnyš a Radek Piši. Mladší žáky v tom roce vedl Jaroslav Seidlman a Radim Tér, starší žáky trénoval Luděk Pavlínek a Václav Teuber, dorost Jaroslav Čermák a Milan Klimeš, “B” mužstvo Ludovít Lelly a Josef Steiner a konečně “A” tým Jan Ticháček a Pavel Rohulán.
Po roce 2000 se začíná formovat tým, který se podílel na nejúspěšnějším období v historii polické kopané. Trenéři Jan Ticháček a Jaroslav Čermák mají k dispozici tyto hráče: Netík, Holub, Kalaš, Řezníček, Rejmont, Pejskar, Pášma, Čermák, Kincl, Tauc, Steiner, Rutar, Kovář, Borna, Hauk, Lemfeld, Kratochvíl, Seidlman, Král, Entler. V dalším roce se kádr rozšiřuje o brankáře Michala Šimka a Galinu a střelce Pepu Martince. Z působení v Náchodě a Broumově se vrací Kamil Švorčík.
Den 25. května 2008 byl tím slavným dnem, kdy jsme vítězstvím nad Roudnici 6:0 definitivně potvrdili postup do krajského přeboru. Police zápas odehrála v této sestavě: Kučera - Pášma, Hečko, Kollert, Šnábl (60.Tauc) - Pataki, M.Pavlů, Čermák, Švorčík (60. Seidlman O.) - Hauk (60.Hanzl), Martinec.
Pro vystupování v krajském přeboru byl tým posílen. Na jaře 2009 k nám přišel z Dobrušky výborný obránce Roman Doubek a útočníci Marcel Hájek a Aleš Hašek. Ještě o půl roku dříve se poprvé v Polici představil oblíbenec Musa Ansuma z Ghany, kterého přivedl předseda klubu Jakub Kovář.
Sezóna 2010/11 byla již třetí v řadě, kdy jsme hráli krajský přebor. Většinou jsme hráli vyrovnaná střetnutí, jednou jsme těsně vyhráli, jindy zase prohráli. I zápasů s výsledkem 0:0 jsme si užili dost, za celou sezónu pět. Tomuto trendu se vymykal zápas v Bělohradě, kde jsme výkonem zcela zklamali a dostali “nakládačku” 6:2. Podobné to bylo v exdivizním Převýšově – 1:5. I přes tato nevydařená střetnutí jsme nakonec obsadili docela pěkné 7.místo. Soutěžní ročník 2011/12 jsme však nezvládli, sestoupili do 1.A třídy, odkud jsme po dvouletém působení spadli až do 1.B třídy. Okruh se tak uzavřel po dvanácti letech.
Po pádu na dno následuje vzestup a po dvou letech v 1.A třídě od roku 2019 opět působíme v krajském přeboru. Spartak hraje atraktivní fotbal i díky angažmá několika hráčů původem z Afriky. Za všechny jmenujme brilantního technika Felixe Awuku či bojovníka “Čízu”.
Zajímavost- V prvních dvou letech se klub neúčastnil řádných soutěží, do těch se tým SK Police zapojil až v roce 1922. V roce 1923 Police zahájila činnost ženského klubu házené, poté vznikl i kroužek těžké atletiky, který ale po dvou letech zanikl. Ve třicátých letech se objevily odbory lehké atletiky, cyklistiky a ledního hokeje.
Mezi slavné odchovance klubu patří Karel Podhajský, bývalý ligový brankář (FK Jablonec a SK Hradec Králové), záložník Petr Schwarz, SK Hradec Králové a Slask Wroclav), Marek Jandík, bývalý obránce (FC Hradec Králové).

## Výsledky

### Ligové soutěže
Legenda: Z – zápasy, V – výhry, R – remízy, P – porážky, VG – vstřelené góly, OG – obdržené góly, +/− – rozdíl skóre, B – body, červené podbarvení – sestup, zelené podbarvení – postup, fialové podbarvení – reorganizace, změna skupiny či soutěže
| Československo (1922 – 1993) |                                 |        |     |     |     |     |     |     |     |        |
| Sezóna                       | Liga                            | Úroveň | Z   | V   | R   | P   | VG  | OG  | B   | Pozice |
| …                            |                                 |        |     |     |     |     |     |     |     |        |
| 1981/82                      | I. B třída Východočeského kraje | 7      | 26  | 8   | 7   | 11  | 46  | 53  | 23  | 12.    |
| 1982/83                      | I. B třída Východočeského kraje | 7      | 26  | 13  | 5   | 8   | 40  | 32  | 31  | 4.     |
| …                            |                                 |        |     |     |     |     |     |     |     |        |
| Česko (1993 – )              |                                 |        |     |     |     |     |     |     |     |        |
| Sezóna                       | Liga                            | Úroveň | Z   | V   | R   | P   | VG  | OG  | B   | Pozice |
| …                            |                                 |        |     |     |     |     |     |     |     |        |
| 1996/97                      | II. třída okresu Náchod         | 8      | 26  | 15  | 5   | 6   | 55  | 37  | 50  | 2.     |
| 1997/98                      | II. třída okresu Náchod         | 8      | 26  | ... | ... | ... | 76  | ... | ... | 1.     |
| 1998/99                      | I. B třída KH kraje             | 7      | 26  | 10  | 6   | 10  | 48  | 50  | 36  | 6.     |
| 1999/00                      | I. B třída KH kraje             | 7      | 26  | 13  | 3   | 10  | 47  | 50  | 42  | 4.     |
| 2000/01                      | I. B třída KH kraje             | 7      | 26  | 17  | 3   | 6   | 61  | 35  | 54  | 3.     |
| 2001/02                      | I. B třída KH kraje             | 7      | ... | ... | ... | ... | ... | ... | ... |        |
| 2002/03                      | I. A třída KH kraje             | 6      | 26  | 11  | 4   | 11  | 58  | 53  | 37  | 7.     |
| 2003/04                      | I. A třída KH kraje             | 6      | ... | ... | ... | ... | ... | ... | ... |        |
| 2004/05                      | I. A třída KH kraje             | 6      | 26  | 13  | 4   | 9   | 53  | 48  | 43  | 4.     |
| 2005/06                      | I. A třída KH kraje             | 6      | 26  | 13  | 9   | 4   | 49  | 34  | 48  | 3.     |
| 2006/07                      | I. A třída KH kraje             | 6      | 26  | 11  | 4   | 11  | 52  | 52  | 37  | 9.     |
| 2007/08                      | I. A třída KH kraje             | 6      | 30  | 17  | 4   | 5   | 70  | 33  | 55  | 2.     |
| 2008/09                      | Krajský přebor KH kraje         | 5      | 30  | 8   | 6   | 16  | 34  | 63  | 30  | 13.    |
| 2009/10                      | Krajský přebor KH kraje         | 5      | 30  | ... | ... | ... | ... | ... | ... | 4.     |
| 2010/11                      | Krajský přebor KH kraje         | 5      | 30  | ... | ... | ... | ... | ... | ... | 7.     |
| 2011/12                      | Krajský přebor KH kraje         | 5      | 30  | 7   | 5   | 18  | 38  | 66  | 26  | 15.    |
| 2012/13                      | I. A třída KH kraje             | 6      | 28  | 11  | 2   | 13  | 45  | 45  | 35  | 7.     |
| 2013/14                      | I. A třída KH kraje             | 6      | 28  | 6   | 4   | 18  | 40  | 77  | 22  | 16.    |
| 2014/15                      | I. B třída KH kraje             | 7      | 14  | 6   | 1   | 7   | 31  | 39  | 19  | 4.     |
| 2015/16                      | I. B třída KH kraje             | 7      | 14  | 3   | 1   | 10  | 24  | 57  | 11  | 7.     |
| 2016/17                      | I. B třída KH kraje             | 7      | 24  | 16  | 3   | 5   | 102 | 31  | 51  | 1.     |
| 2017/18                      | I. A třída KH kraje             | 6      | 30  | 13  | 2   | 15  | 71  | 92  | 41  | 8.     |
| 2018/19                      | I. A třída KH kraje             | 6      | 30  | 19  | 8   | 3   | 86  | 42  | 67  | 1.     |
| 2019/20                      | Krajský přebor KH kraje         | 5      | 15  | 7   | 3   | 5   | 30  | 27  | 25  | 5.     |
| 2020/21                      | Krajský přebor KH kraje         | 5      | 8   | 7   | 1   | 0   | 23  | 8   | 22  | 5.     |
| 2021/22                      | Krajský přebor KH kraje         | 5      | 30  | 19  | 3/2 | 11  | 75  | 55  | 56  | 4.     |
| 2022/23                      | Krajský přebor KH kraje         | 5      | 30  | 13  | 1/2 | 4   | 57  | 58  | 43  | 10.    |
| 2023/24                      | Krajský přebor KH kraje         | 5      | 30  | 22  | 7   | 1   | 109 | 32  | 73  | 1.     |
| 2024/25                      | Divize C                        | 4      | 30  | 10  | 7   | 13  | 47  | 53  | 37  | 10.    |

Poznámky
- 2019/20, 2020/21: Sezony byly předčasně ukončeny z důvodu pandemie covidu-19.
- 2021/22–2022/23: V případě remízy následovaly penalty. Vítěz penalt obdržel bod navíc, tj. 2 body.

### Pohárové soutěže
- 2023/24: Semifinále Krajského poháru (prohra s SK Solnice)

## TJ Spartak Police nad Metují „B“
Spartak Police nad Metují „B“ je rezervním týmem Spartaku působící na úrovni okresního přeboru.
Legenda: Z – zápasy, V – výhry, R – remízy, P – porážky, VG – vstřelené góly, OG – obdržené góly, +/− – rozdíl skóre, B – body, červené podbarvení – sestup, zelené podbarvení – postup, fialové podbarvení – reorganizace, změna skupiny či soutěže
| Česko (1993 – ) |                              |                              |                              |                              |                              |                              |                              |                              |                              |                              |
| Sezóna          | Liga                         | Úroveň                       | Z                            | V                            | R                            | P                            | VG                           | OG                           | B                            | Pozice                       |
| …               |                              |                              |                              |                              |                              |                              |                              |                              |                              |                              |
| 2004/05         | II. třída okresu Náchod      | 8                            | 26                           |                              |                              |                              | 54                           | 67                           | 31                           | 9.                           |
| 2005/06         | II. třída okresu Náchod      | 8                            | 22                           |                              |                              |                              | 21                           | 60                           | 16                           | 12.                          |
| 2006/07         | II. třída okresu Náchod      | 8                            | 22                           |                              |                              |                              | 53                           | 37                           | 36                           | 4.                           |
| 2007/08         | II. třída okresu Náchod      | 8                            | 22                           |                              |                              |                              | 53                           | 63                           | 27                           | 6.                           |
| 2008/09         | II. třída okresu Náchod      | 8                            | 24                           |                              |                              |                              | 66                           | 72                           | 34                           | 6.                           |
| 2009/10         | II. třída okresu Náchod      | 8                            | 28                           |                              |                              |                              | 62                           | 68                           | 45                           | 5.                           |
| 2010/11         | II. třída okresu Náchod      | 8                            | 24                           |                              |                              |                              | 53                           | 61                           | 29                           | 7.                           |
| 2011/12         | II. třída okresu Náchod      | 8                            | 24                           |                              |                              |                              | 84                           | 53                           | 54                           | 2.                           |
| 2012/13         | I. B třída KH kraje – sk. B  | 7                            | 26                           |                              |                              |                              | 35                           | 84                           | 23                           | 14.                          |
| 2013/14         | II. třída okresu Náchod      | 8                            | 30                           |                              |                              |                              | 61                           | 74                           | 49                           | 6.                           |
| 2014/15–2018/19 | Klub nepřihlášen do soutěží. | Klub nepřihlášen do soutěží. | Klub nepřihlášen do soutěží. | Klub nepřihlášen do soutěží. | Klub nepřihlášen do soutěží. | Klub nepřihlášen do soutěží. | Klub nepřihlášen do soutěží. | Klub nepřihlášen do soutěží. | Klub nepřihlášen do soutěží. | Klub nepřihlášen do soutěží. |
| 2019/20         | III. třída okresu Náchod     | 9                            | 10                           | 8                            | 1                            | 1                            | 48                           | 10                           | 25                           | 1.                           |
| 2020/21         | II. třída okresu Náchod      | 8                            | 7                            | 1                            | 2                            | 4                            | 16                           | 21                           | 5                            | 10.                          |
| 2021/22         | II. třída okresu Náchod      | 8                            | 24                           | 7                            | 4                            | 13                           | 40                           | 58                           | 25                           | 12.                          |
| 2022/23         | II. třída okresu Náchod      | 8                            | 24                           | 6                            | 2                            | 16                           | 37                           | 71                           | 20                           | 13.                          |
| 2023/24         | II. třída okresu Náchod      | 8                            | 26                           | 17                           | 4                            | 5                            | 99                           | 37                           | 55                           | 2.                           |
| 2024/25         | II. třída okresu Náchod      | 8                            | 26                           | 17                           | 2                            | 7                            | 93                           | 38                           | 53                           | 3.                           |

Poznámky
- 2009/10–2011/12: V sezonách se odehrála nadstavba, v celkové tabulce sečtena čísla ze základní části a skupiny o postup/sestup.
- 2019/20, 2020/21: Sezony byly předčasně ukončeny z důvodu pandemie covidu-19.